# Traction pneumatique (orgue)
 (novembre 2023).
Si vous disposez d'ouvrages ou d'articles de référence ou si vous connaissez des sites web de qualité traitant du thème abordé ici, merci de compléter l'article en donnant les références utiles à sa vérifiabilité et en les liant à la section « Notes et références ».
Dans l'orgue à tuyaux, la traction pneumatique est un système datant de la fin du XIXe siècle permettant de transmettre les commandes de l'organiste aux soupapes qui commandent l'admission du vent dans les tuyaux sonores et donc la production du son. Le terme tubulaire est ajouté en raison des tubes nécessaires au système parcourant les mécanismes des orgues et pour la différencier des tractions électropneumatiques.

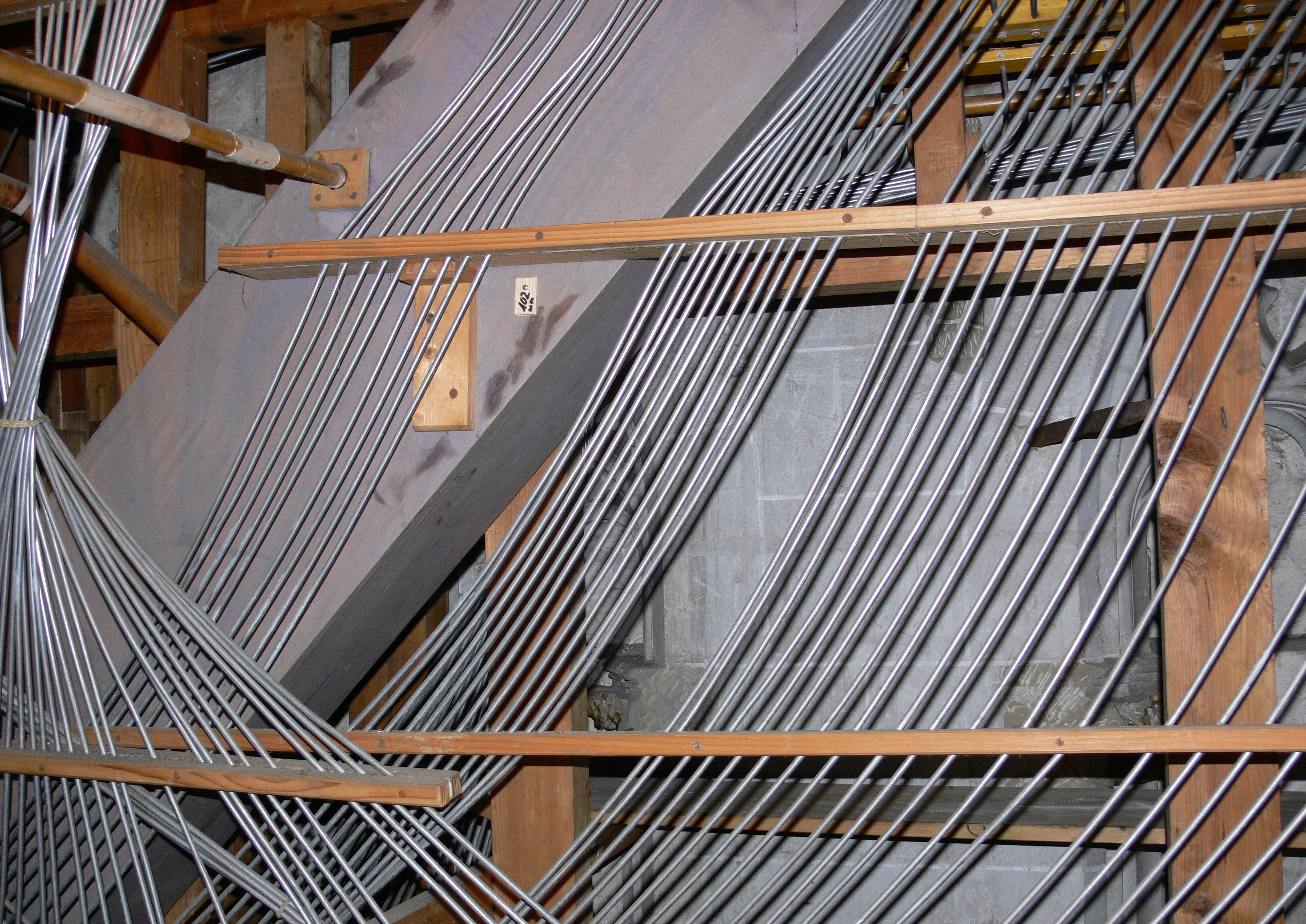
Une partie de la tubulure d'une traction pneumatique

## Invention
C'est en 1845 que Prosper-Antoine Moitessier, facteur d'orgues montpelliérain, invente la traction pneumatique tubulaire. Avant cette date, la totalité des orgues possédait une traction mécanique. Le principe sera repris et développé dans différents systèmes (Sanders, Anneessens entre autres) pour être appliqué à de nombreux orgues construits jusque 1930 environ.

## Principe
La traction tubulaire pneumatique utilise de l'air sous pression, ce qui permet de faciliter l'appui sur les touches et permet d'augmenter la distance entre la console et les sommiers. À chaque touche du clavier correspond une soupape située au sein de la console. Lors de l'appui sur une touche, cette soupape s'ouvre.
Dans un système à pression, le vent s'engouffre ainsi dans la tubulure, composée de tubes en plomb d'environ 0,6 cm de diamètre intérieur, faisant le lien entre la console et les sommiers. Au niveau du sommier, l'air sous pression va soulever un petit soufflet (ou membrane) qui va lui-même ouvrir la soupape du sommier. Une fois cette soupape ouverte, les tuyaux sont alimentés en vent et peuvent ainsi parler.
Dans un système à dépression, le vent s'échappe alors de la tubulure, ce qui va vider un petit soufflet qui va lui-même ouvrir la soupape du sommier, alimentant ainsi les tuyaux créant le son.

## Avantages et inconvénients
Cette technique de transmission fut en son temps une petite révolution. Elle permit beaucoup plus de flexibilité dans le positionnement des consoles par rapport aux sommiers, par exemple en permettant une distance plus importante, ou un retournement aisé vers la nef que n'autorisait pas forcément la traction mécanique. Elle permit également d'introduire des combinaisons permettant une registration plus facile, avec notamment le principe du double registre ou des combinaisons libres et fixes.
Cependant, bien que facilitant le jeu, ce type de transmission nécessite un réglage très précis : le temps de latence entre l'appui sur la touche et le son peut être plus ou moins long, ce qui peut compliquer le jeu. De plus, ce système de transmission est assez sensible aux différences de température et d'hygrométrie, ce qui peut rendre son réglage instable. Cependant, s'il est correctement et régulièrement entretenu, ce type de transmission peut s'avérer fiable et précis.